# Expédition de Coshocton

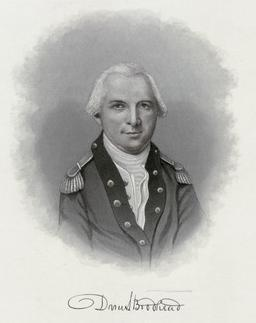
Portrait de Daniel Brodhead (1736-1809)

Guerre d'indépendance des États-Unis
L'expédition de Coshocton est une campagne menée par les Américains contre les Lenapes en avril 1781. Conduits par Daniel Brodhead, les Américains ont attaqué et détruit le village amérindien de Coshocton, massacrant des Lenapes pacifiques ainsi que des Moraves convertis.

## Expédition
Le 7 avril 1781, Brodhead, avec 150 réguliers et 134 miliciens se dirige le long de la rivière Ohio. Craignant que le clan des Tortues de Coshocton — un groupe de lenapes resté neutre — ne rejoigne les Britanniques dans la guerre d'indépendance des États-Unis comme l'a fait le clan plus belliqueux des Loups, ils embarquent avec le but initial de sécuriser l'alliance avec le clan des Tortues. Cependant, avec le nombre toujours croissant d'agressions du clan des Loups sur les colons, beaucoup dans les rangs de Brodhead sont avides de vengeance et la mission devient une campagne militaire active. Brodhead atteint le village principal du clan des Tortues Gekelmukpechunk, aujourd'hui connu sous le nom de Newcomerstown. Il demande une discussion pacifique entre les principaux chefs du village et trois sont envoyés à sa rencontre. Son premier espoir est d'obtenir l'allégeance des villageois et de recruter de nouveaux guerriers pour sa campagne. Malheureusement, un des miliciens connu sous le nom de Lewis Wetzel (en) tue l'un des chefs pacifiques juste après qu'ils ont traversé la rivière pour le rencontrer. Craignant des pertes massives et une bataille imprévue, Brodhead se retire et recentre ses troupes dans leur but initial qui est d'atteindre Coshocton.
Le 20 avril, Brodhead et ses hommes, y compris certains des Lenapes alliés aux États-Unis, attaquent et détruisent le village de Moraves pacifiques connu sous le nom de Indaochaic, ou encore Lichtenau. Puis ses troupes, aidées par le chef lenape Gelelemend, se rendent dans le village voisin de Goschachgunk, désormais connu sous le nom de Coshocton. Il divise ses hommes en trois régiments, et détruit leurs villages. 16 guerriers sont capturés la première nuit, emmenés au sud du village puis abattus, 20 autres ont été tués dans la bataille et 20 civils ont été faits prisonniers.
Estimant que son expédition touche à sa fin et voyant la colère de ses troupes rassasiée, Brodhead retourne en Pennsylvanie.

## Suites
En 1782, des colons venus de la Pennsylvanie reviennent dans la région. Il s'agit d'une milice privatisée, composée principalement de colons de Pennsylvanie qui tentaient de se venger des attaques croissantes des Amérindiens contre des colons dans l'ouest de la Pennsylvanie. Induits en erreur au sujet de leur ennemi par des Lenapes amicaux, ils ont attaqué les pacifiques Chrétiens Moraves de Gnadenhütten dans ce qui allait devenir le massacre de Gnadenhütten. C'est également cette communauté qui abritait bon nombre de survivants de l'attaque précédente de Lichtenau.
Il y a maintenant un repère historique situé dans le village de Coshocton à 40° 16′ 33,24″ N, 81° 50′ 39,54″ O. Le marqueur porte le nom de l'incident du massacre de Broadhead.

## Source
- (en) Cet article est partiellement ou en totalité issu de l’article de Wikipédia en anglais intitulé « Brodhead's Coshocton expedition » (voir la liste des auteurs).